# Los Mardos
Los Mardos es una pedanía española perteneciente al municipio de Tobarra, en la provincia de Albacete, dentro de la comunidad autónoma de Castilla-La Mancha.
Su población se dedica fundamentalmente a la agricultura y a la ganadería. 
Cuenta con una empresa dedicadas a la panadería-repostería y con una residencia canina.

## Situación
Los Mardos se encuentra a 10 kilómetros de Ontur y a unos 12 kilómetros de Tobarra.
Se puede acceder a la pedanía por la carretera CM-3215 o por caminos. Desde Albacete se puede llegar por la Autovía de Murcia enlazando con la CM-3215.

## Patrona y fiestas
Su patrona es la Virgen del Carmen. Sus fiestas patronales se celebran alrededor del 16 de julio en honor a la Virgen del Carmen.
- Datos: Q87849353